# Lex Poetelia Papiria
La lex Poetelia Papiria était une loi votée dans la Rome antique qui abolit la forme contractuelle de Nexum, ou servitude pour dettes,. Tite-Live date  la loi en 326 avant J.-C., lors du troisième consulat de Caius Poetelius Libo Visolus tandis que Varron date la loi en 313 avant J.-C., pendant la dictature du fils de Poetelius.

## Voir également
- Nexum
- Droit romain
- Liste des lois romaines

### Sources contemporaines
- Fernand De Visscher, « La Lex Poetelia Papiria et le régime des délits privés au Ve siècle de Rome », dans Collectif, Mélanges Paul Fournier, 1929, 812 p. (BNF 35026791, lire en ligne), p. 755-765
- (en) Michel Humm, chap. 26 « From 390 BC to Sentinum: Political and Ideological Aspects », dans Bernard Mineo, A Companion to Livy, Wiley, 2014, 512 p. (ISBN 978-1-118-30128-9, DOI 10.1002/9781118339015, présentation en ligne), p. 342-366
- Alain Magdelin, « La loi Poetelia papiria et la loi Iulia de pecuniis mutuis », Publications de l'École Française de Rome, no 133 « Jus imperium auctoritas. Etudes de droit romain »,‎ 1990, p. 707-711 (ISSN 0223-5099, lire en ligne)

### Sources antiques
- Tite-Live (trad. Désiré Nisard), Histoire romaine (lire sur Wikisource)
- Varron (trad. Désiré Nisard), De la langue latine, vol. VII (lire en ligne)